# Stars are blind
"Stars Are Blind" (2006) is de eerste single van het album "Paris", door Paris Hilton.
Het nummer, dat deels gebaseerd is op Kingston Town van UB40, debuteerde op #18 op de U.S. Billboard Hot 100 vanwege grote digitale verkopen van de single, het zorgde ervoor dat het een van de sterkste debuten was in het jaar 2006. In Nederland kwam het nummer tot nummer 12 in de Nederlandse Top 40. Het werd alarmschijf toen het al in de top 40 stond. Hiermee was het een van de weinige singles die pas na de tipparade die status kreeg.

## Hitnotering
| "Stars Are Blind" in de Nederlandse Top 40 binnen: 15-07-2006 | "Stars Are Blind" in de Nederlandse Top 40 binnen: 15-07-2006 | "Stars Are Blind" in de Nederlandse Top 40 binnen: 15-07-2006 | "Stars Are Blind" in de Nederlandse Top 40 binnen: 15-07-2006 | "Stars Are Blind" in de Nederlandse Top 40 binnen: 15-07-2006 | "Stars Are Blind" in de Nederlandse Top 40 binnen: 15-07-2006 | "Stars Are Blind" in de Nederlandse Top 40 binnen: 15-07-2006 | "Stars Are Blind" in de Nederlandse Top 40 binnen: 15-07-2006 | "Stars Are Blind" in de Nederlandse Top 40 binnen: 15-07-2006 | "Stars Are Blind" in de Nederlandse Top 40 binnen: 15-07-2006 | "Stars Are Blind" in de Nederlandse Top 40 binnen: 15-07-2006 |
| Week                                                          | 1                                                             | 2                                                             | 3                                                             | 4                                                             | 5                                                             | 6                                                             | 7                                                             | 8                                                             | 9                                                             |                                                               |
| ------------------------------------------------------------- | ------------------------------------------------------------- | ------------------------------------------------------------- | ------------------------------------------------------------- | ------------------------------------------------------------- | ------------------------------------------------------------- | ------------------------------------------------------------- | ------------------------------------------------------------- | ------------------------------------------------------------- | ------------------------------------------------------------- | ------------------------------------------------------------- |
| Nummer                                                        | 36                                                            | 19                                                            | 17                                                            | 12                                                            | 14                                                            | 18                                                            | 24                                                            | 32                                                            | 32                                                            | uit                                                           |